# 雪糕月餅

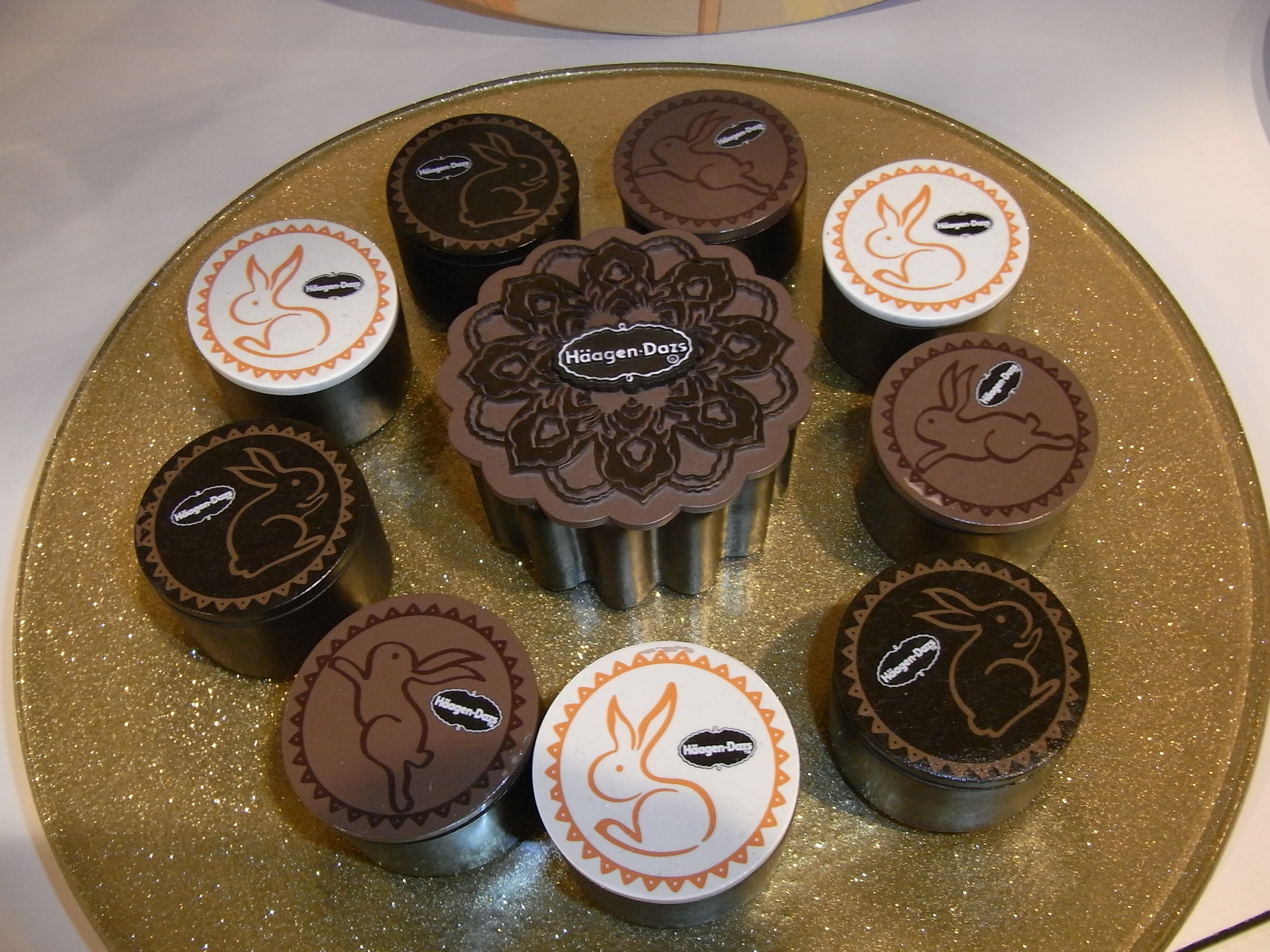
哈根達斯在香港發售的雪糕月餅

雪糕月餅（英語：Ice cream mooncake），是一種新派月餅，在1960年代已於香港出現，這種月餅的內餡主要是雪糕，部分品種會加入水果果粒增加口感。

## 起源及發展
雪糕月餅不是傳統的月餅種類，無需烘培，餡料比傳統月餅多樣，但因為雪糕必須在低溫製造及保存，所以這種月餅須要依賴現代冷藏技術才得以普及。雪糕月餅在1990年代起越來越流行，然而傳媒翻查過往的報紙後指出，香港牛奶公司在1969年便為其出品的雪糕月餅於報紙刊登了一則圖文並茂的廣告，向香港市民推廣一款使用朱古力雪糕包裹果蓉及提子乾餡料的月餅，這款月餅一盒有4個，每盒售價12港元，即每個雪糕月餅3港元。對比起普通月餅在同年的售價，較平價的蛋黃蓮蓉月餅也是賣每個約3港元左右，所以這款在當年很突破及前衛的月餅，算是賣大眾化的價錢，廣告又提示顧客要預早一星期使用電話或郵寄訂購。於1984年在香港開設首間專門店的美國雪糕製造商哈根達斯（Häagen-Dazs）後來也推出自家的雪糕月餅，這種產品亦已推廣到中國大陸及台灣等地，款式也越來越多，而且銷情理想，在北京的哈根達斯雪糕店甚至被揭有員工倒賣雪糕月餅劵的現象。

## 保存及食用
雪糕月餅屬於雪糕甜品的一種，所以須要保持冷藏在攝氏零下18度，一般商店會為購買雪糕月餅的顧客提供裝有冰種或乾冰的保溫袋，避免雪糕月餅在帶返家途中融化。雪糕月餅在帶回家後應盡快放入雪櫃的冰格冷藏，並在進食前才從電冰箱取出，一旦拆開包裝，便要盡快食用，溶化了的雪糕月餅應棄掉，不應再次冷藏，否則容易令細菌大量繁殖，引致食物中毒。

## 外部連接
维基共享资源上的相關多媒體資源：雪糕月餅